# Amblyodipsas ventrimaculata
Amblyodipsas ventrimaculata (калахарійська пурпурово-блискуча змія) — вид отруйних змій родини земляних гадюк (Atractaspididae). Мешкає в Південній Африці.

## Поширення і екологія
Amblyodipsas ventrimaculata мешкають в Ботсвані, південній Замбії, південній Анголі, північній Намібії і північній Південно-Африканській Республіці. Вони живуть в саванах і напівпустелях Калахарі.